# Чачава, Малхаз
Малхаз Чачава (род. 1953 год, Тбилиси, Грузинская ССР, СССР) — грузинский дипломат. Посол Грузии на Украине (1998—1999).

## Биография
Родился в 1953 году в Тбилиси. В 1975 окончил Государственный аграрный университет, инженерно-технический факультет.
С 1975 по 1978 — работал инженером Грузинского НИИ пищевой промышленности.
С 1979 по 1990 — на руководящих должностях в ЛКСМ Грузии и в КП Грузии.
С 1994 по 1995 — вице-премьер муниципалитета Тбилиси по вопросам внешнеэкономических связей.
С 1995 по 1997 — вице-мэр, премьер муниципалитета Тбилиси.
С 1997 по 1998 — заместитель государственного министра Грузии.
С 1998 по 1999 — чрезвычайный и Полномочный Посол Грузии на Украине.
Политолог, независимый эксперт, обозреватель грузинской газеты «Дилис газета».